# 大营镇 (宿州市)
大营镇，是中华人民共和国安徽省宿州市埇桥区下辖的一个乡镇级行政单位。

## 行政区划
大营镇下辖以下地区：
大营村、耿湾村、韩圩村、镇东村、镇西村、镇南村和陈李村。